# One (Tesseract)
One è il primo album in studio del gruppo musicale britannico Tesseract, pubblicato il 22 marzo 2011 dalla Century Media Records.
Si tratta del primo album del gruppo inciso con il cantante Daniel Tompkins, prima del suo ritorno avvenuto nel 2014.

## Tracce
Testi di Daniel Tompkins, musiche dei Tesseract.

### CD
1. Lament – 4:53
2. Nascent – 4:09
3. Concealing Fate, Part One: Acceptance – 8:33
4. Concealing Fate, Part Two: Deception – 5:22
5. Concealing Fate, Part Three: The Impossible – 4:50
6. Concealing Fate, Part Four: Perfection – 2:38
7. Concealing Fate, Part Five: Epiphany – 1:29
8. Concealing Fate, Part Six: Origin – 4:44
9. Sunrise – 3:57
10. April – 4:49
11. Eden – 9:08

DVD bonus nell'edizione limitata
- Concealing Fate - Live in the Studio

1. I - Acceptance – 8:55
2. II - Deception – 5:29
3. III - The Impossible – 4:59
4. IV - Perfection – 2:44
5. V - Epiphany – 1:37
6. VI - Origin – 4:56

- Featurettes

1. Enter the Sphere (A Look Inside the Studio) – 5:17
2. On the Road (US & Canada Tour 2010) – 21:16

- Gear Reviews

1. Jamie Postones - Drums – 1:35
2. Acle Kahney - Guitars – 1:28
3. Amos Williams - Bass & Vocals – 1:56
4. James Tenteith - Guitars – 2:19
5. Daniel Tompkins - Vocals – 3:56

### LP
- Lato A

1. Lament – 4:53
2. Nascent – 4:09
3. Sunrise – 3:57
4. April – 4:49
5. Eden – 9:08

- Lato B

1. Concealing Fate, Part One: Acceptance – 8:33
2. Concealing Fate, Part Two: Deception – 5:22
3. Concealing Fate, Part Three: The Impossible – 4:50
4. Concealing Fate, Part Four: Perfection – 2:38
5. Concealing Fate, Part Five: Epiphany – 1:29
6. Concealing Fate, Part Six: Origin – 4:44

## Formazione
- Daniel Tompkins – voce
- Acle Kahney – chitarra
- James Monteith – chitarra
- Amos Williams – basso
- Jay Postones – batteria